# 永慶 (清朝)
永慶（穆麟德轉寫：yongking，？—1805年），佟佳氏，滿洲人，清朝政治人物、清朝禮部尚書。
永慶是卓罗四世孙。乾隆年间袭三等伯爵。从征准噶尔立功，曾任鑲白旗蒙古都統、江宁将军、绥远城将军。嘉慶七年十一月庚寅，接替長麟，擔任清朝禮部尚書，由那彥成接任。后为内大臣。封二等伯。嘉庆十年（1805年）七月去世，谥敬僖。